# Primeira Igreja Presbiteriana de Goiânia
A Primeira Igreja Presbiteriana de Goiânia (PIPG) é uma igreja federada da Igreja Presbiteriana do Brasil, sob a e jurisdição do Presbitério de Goiânia e Sínodo Brasil Central.

## História
Em 1935 do Rev. Antônio Nunes de Carvalho, que até então residia em Araguari (Minas Gerais), mudou-se para Campinas (Goiás) (atualmente bairro de Goiânia) objetivando ali fundar uma congregação presbiteriana.  
No ano de 1936 foi inaugurado o templo tendo cinco famílias entre os membros. Com a chegada de mais duas famílias a congregação mudou-se para o a bairro Botafogo e depois para o Bairro Popular (Rua 55). A congregação chegou a um total de 85 membros (37 membros comungantes e 48 não comungantes) sendo acompanhada pela Missão Oeste do Brasil, pelo Rev. David Lee Williansom, pastor da Igreja Presbiteriana de Araguari (Minas Gerais). 
Em 1938, Divino José de Oliveira (que depois foi ordenado pastor) doou o terreno da Rua 68, esquina com a Rua 71, no centro; que custou-lhe um conto e setecentos e cinquenta réis. O evangelista Gustavo Krebisk foi enviado pela Missão para a direção dos trabalhos. No dia 02 de Agosto de 1938 foi organizada a primeira diretoria da igreja visando conduzir a sua construção. Foram eleitos: o presidente eleito foi Divino José de Oliveira, o secretário Antônio Martins de Oliveira e o tesoureiro Joaquim Nestor de Carvalho.
A construção do templo teve início em 1939 e contou com as doações dos membros e a prestação de serviços voluntários. A igreja passou a ter o seu primeiro pastor residente em 1940, o pastor missionário Rev. Jaime Woodson, juntamente com sua esposa Dna. Jessie e filhos. Em 1941 a igreja elegeu dois presbíteros e teve um rápido crescimento no número de membros. Foi necessário então a construção de um templo maior inaugurado em 1944.
Em de Maio de 1948 a congregação se organizou como Igreja Cristã Presbiteriana de Goiânia-Goiaz (conforme ortografia da época). Entre a mesa diretora estavam os Revs. David Williansom (pastor efetivo da igreja) e Ricardo Toyley, ligados a Missão Oeste do Brasil. No mesmo ano a igreja já elegeu o seu Conselho e a Junta diaconal, sendo composta por cerca de 230 membros comungantes.
O Instituto Presbiteriano de Educação (IPE), foi fundado em 28 de outubro de 1951, na época era pastor da Primeira Igreja Presbiteriana de Goiânia, Rev. Wilson de Castro Ferreira. Ele apoiou o sonho de três mulheres Presbiterianas, as professoras Gilda Machado Pimenta, Martha Rochael França e Sebastiana Rochael Machado. A escola iniciou o ano letivo de 1952 com 67 alunos. Hoje a escola possui 1200 alunos da educação infantil ao ensino médio.
O templo atual foi inaugurado em 1984 com capacidade para 660 pessoas sentadas. A PIPG tem atualmente mais de mil e duzentos membros e em breve iniciará a expansão do templo.

## A Primeira Igreja Presbiteriana de Goiânia hoje

### Pastor titular
O pastor titular da PIPG atualmente é o Reverendo Ericson Liberato Martins.

### Eventos
A igreja sediou em 2015 um encontro da Associação Nacional de Juristas Evangélicos que tratou sobre o Direito de Liberdade Religiosa no Brasil e no Mundo.
Anualmente a PIPG realiza oficinas de músicas, acampamentos e o Encontro da Fé Reformada. Este último é um dos maiores eventos teológicos direcionados ao público calvinista do Brasil.

### Mídias
A igreja possui uma Rádio Web em conjunto com Seminário Presbiteriano Brasil Central, e um canal no Youtube, onde divulga os sermões gravados ou transmitidos ao vivo. 

### Missões
Mais de 18 igrejas locais presbiterianas são fruto do trabalho da PIPG. Hoje a igreja é mantenedora de obras missionárias da Igreja Evangélica Presbiteriana da Espanha e possui uma congregação chamada Congregação Presbiteriana de Trindade na cidade vizinha de Trindade, Goiás, onde atua também uma extensão do Instituto Presbiteriano de Educação.
Entre as igrejas filhas da PIPG estão: Segunda Igreja Presbiteriana de Goiânia, Igreja Presbiteriana de Vila Nova, Capela Presbiteriana de Goiânia, Igreja Presbiteriana Jardim Goiás, Igreja Presbiteriana Maranatha, Igreja Presbiteriana União, Igreja Presbiteriana do Setor Pedro Ludovico, Igreja Presbiteriana do Setor Universitário, Igreja Presbiteriana de Vila Redenção, Igreja Presbiteriana do Setor Bueno, Igreja Presbiteriana do Parque das Laranjeiras, Primeira Igreja Presbiteriana de Senador Canedo, Igreja Presbiteriana do Jardim Novo Mundo, Igreja Presbiteriana do Setor Jaó, Igreja Presbiteriana Balneário Meia Ponte, Igreja Presbiteriana de Pontalina e Igreja Presbiteriana Mosaico.
A igreja possui também desde 2011 o Projeto Sem Fronteiras em parceria com a Agência Presbiteriana de Missões Transculturais com objetivo de realizar planejamento, preparação e manutenção de obras missionárias.